# Louis Blériot
Louis Charles Joseph Blériot (1 de juliol de 1872, Cambrai, França - 2 d'agost de 1936, París, França) va ser un pioner de l'aviació en les seves facetes de pilot, fabricant i dissenyador.

## Inicis
Blériot es va graduar a la École Centrale de Paris en arts i negocis i es va iniciar en la fabricació de fanals d'acetilè per a automòbils. El 1900 es va embarcar en el disseny i fabricació de les primeres aeronaus, experimentant amb prototipus amb motors de dos cavalls de potència. El 1902 va construir un ornitòpter que, tot i no arribar a enlairar-se, va contribuir a reforçar la seva vocació aeronàutica. El 1903 es va unir en societat amb el pioner de l'aviació Gabriel Voisin i van formar la companyia Blériot-Voisin però l'aliança va durar poc i es va dissoldre l'any 1906.

## Els precursors del Blériot XI
Després d'això va començar a construir i pilotar avions de disseny propi, entre ells el Blériot sèrie IV (amb el que no va tenir èxit), el sèrie V que va ser el primer amb el que va aconseguir un vol sostingut. El sèrie VII, que pot ser vist com el precursor dels monoplans posteriors d'hèlix de tracció, tenia cobert el fuselatge i el motor i feia servir elevadors de cua com superfície de control. Posteriorment, el juny de 1908, amb el sèrie VIII va volar uns 700 metres i, a finals d'aquell mateix any, va volar entre les localitats de Toury i Artenay cobrint un total d'uns 30 quilòmetres entre anada i tornada, en 22 minuts. També el desembre de 1908 va exhibir tres dels seus dissenys al Salon de l'Automobile et de l'Aéronautique de París. El sèrie IX era una variació del VII, amb un motor Antoinette de 75 kW, que utilitzava superfícies de cua horitzontal en tàndem i amb el que va aconseguir fer uns breus salts. El Blériot X va ser un biplà amb motor propulsor que mai no va ser acabat i el tercer va ser el Blèriot XI.
El gener de 1909 va rebre la seva llicència de pilot de l'Aéro-Club de France.

## L'històric vol
Va ser amb el Blériot XI, un monoplà amb un motor Anzani de 25 CV, amb el que va aconseguir la fama quan, el 25 de juliol de 1909, va realitzar el primer viatge sobre el Canal de la Mànega.
Lord Northcliffe, propietari del diari Daily Mail d'Anglaterra havia ofert la quantitat de 1.000 lliures al primer aviador que creués per primera vegada l'estret que divideix Anglaterra de França en qualsevol direcció. Això el va motivar a dissenyar el seu famós monoplà amb el que, prèviament, havia realitzat uns quants vols excel·lents, entre la primavera i l'estiu d'aquell any, incloent-ne un de 50 minuts.
Va tenir altres rivals: Charles de Lambert, un aristòcrata rus d'arrels franceses i alumne brillant de Wilbur Wright, a més de Hubert Latham, el favorit per guanyar. Sis dies abans del vol de Blériot, Latham va intentar la travessia però el seu avió (l'Antoinette IV) va caure al canal quan el motor es va parar. Lambert també va fracassar al estavellar-se en un vol de prova.
El 25 de juliol era un dia de mal temps, però Blériot es va sentir motivat per volar tot i els mals auguris: caminava amb ajuda de crosses - ja que s'havia cremat un peu en un dels seus vols de prova-, un gos va morir per l'hèlix del monoplà, i a més a més la seva dona li pregava que no fes la travessa. Tot i això es va enlairar a les 4:35 prop del port de Calais. Si Latham hagués sabut que Blériot començava un vol real per creuar el canal, s'hagués intentat avançar (ja que era el favorit), però va creure que era només un vol de prova i quan es va adonar que estava equivocat ja no era a temps de reaccionar.
Al començament del viatge l'escortava l'Escopette, una barca que portava a la seva esposa Alícia, però aviat la va deixar enrere. En aquells temps es viatjava sense compàs ni instruments i Blèriot no tenia clara la seva posició, volava a 64 km/h i 76 metres d'altura amb les ones del mar baix. Als deu minuts estava enmig del no-res, "sol i perdut" segons les seves paraules. El motor es va sobreescalfar, però gràcies a la pluja va poder mantenir-se.
Per fi va albirar els cims prop de Dover (Anglaterra), lluny d'on tenia planejat aterrar per l'acció del fort vent. Louis va volar en contra i va aconseguir veure un clar on arribar però el vent encara ho impedia. Va apagar el motor i la màquina va aconseguir tocar terra tot i que es va destrossar l'hèlix i el tren d'aterratge. En aterrar el van rebre soldats i un policia anglesos i dos dels seus compatriotes. En el viatge va creuar uns 40 quilòmetres i va trigar una mica més de 35 minuts.
La importància d'aquesta aventura no va ser tant la velocitat ni la distància sinó el fet que per primera vegada es travessava una massa d'aigua entre dos territoris. Això va fer que Anglaterra es preocupés perquè es va sentir vulnerable davant un atac aeri.

## Vida després de la gesta
Aquesta fita va reactivar els seus negocis arribant-li comandes del món sencer. El novembre de 1909 Louis Blériot inaugura la seva escola de pilotatge a Pau. L'any 1914 Blériot es va convertir en el president de la Société pour les Appareils Deperdussin, anomenada posteriorment Société pour l'Aviation et ses Deriveés (SPAD), també coneguts els seus models com Blériot-SPAD, una fàbrica importantíssima d'aeronaus de combat durant la Primera Guerra Mundial, que va construir al voltant de 5.600 aparells per a França, Gran Bretanya i altres països. Va formar la seva pròpia companyia després de la guerra: la Blériot Aeronautique.